# N (тип підводних човнів США)
| ПЧ типу «N »                    | ПЧ типу «N »                                      | ПЧ типу «N »                                      |
| ------------------------------- | ------------------------------------------------- | ------------------------------------------------- |
| United States N class submarine |                                                   |                                                   |
|                                 |                                                   |                                                   |
| USS N-7 (SS-59)                 |                                                   |                                                   |
| Під прапором                    | США                                               | США                                               |
| Спуск на воду                   | 1915—1917 рр (7 човнів)                           | 1915—1917 рр (7 човнів)                           |
| Виведений зі складу флоту       | 1926 р                                            | 1926 р                                            |
| Сучасний статус                 | утилізовані                                       | утилізовані                                       |
| Проєкт                          |                                                   |                                                   |
| Розробник проєкту               | Electric Boat, Lake Torpedo Boat                  | Electric Boat, Lake Torpedo Boat                  |
| Основні характеристики          |                                                   |                                                   |
| Швидкість (надводна)            | 13 вузлів (24 км/год)                             | 13 вузлів (24 км/год)                             |
| Швидкість (підводна)            | 11 вузлів (20 км/год)                             | 11 вузлів (20 км/год)                             |
| Гранична глибина занурення      | 61 м                                              | 61 м                                              |
| Екіпаж                          | 25-29 осіб                                        | 25-29 осіб                                        |
| Розміри                         |                                                   |                                                   |
| Довжина найбільша (по КВЛ)      | 44,88-47,00 м                                     | 44,88-47,00 м                                     |
| Ширина корпусу найб.            | 4,42-4,80 м                                       | 4,42-4,80 м                                       |
| Середня осадка (по КВЛ)         | 3,76-3,81 м                                       | 3,76-3,81 м                                       |
| Озброєння                       |                                                   |                                                   |
| Торпедно- мінне озброєння       | 4 носових ТА калібру 18 дюймів — 467 мм, 8 торпед | 4 носових ТА калібру 18 дюймів — 467 мм, 8 торпед |
| Зображення на Вікісховищі       |                                                   |                                                   |

 N (тип підводних човнів США) — сім однотипних підводних човнів для дії у прибережних зонах ВМС США. Човни були побудовані двома серіями з певними відмінностями; «N-1», «N-2» і «N-3» були розроблені в Electric Boat з Гротон, штат Коннектикут і побудований Seattle Construction and Drydock Company в Сіетлі, штат  Вашингтон, а «N-4», «N-5», «N-6», і «N-7» були спроєктовані і побудовані в Lake Torpedo Boat компанії Бріджпорт, штат Коннектикут.
Вони були визнані непридатними для використання в зоні Північної Атлантики в часи Першої світової війни, тому були використані для охорони східного узбережжя і для навчання підводників.
Човни були виведені з експлуатації в 1926 році й поставлені на консервацію. У 1931 році, відповідно до умов Лондонського морського договору, вони були продані на брухт.

## Представники
- USS N-1 (SS-53)
- USS N-2 (SS-54)
- USS N-3 (SS-55)
- USS N-4 (SS-56)
- USS N-5 (SS-57)
- USS N-6 (SS-58)
- USS N-7 (SS-59)